# Nozze Aldobrandini
Le Nozze Aldobrandini sono una pittura romana ad affresco della seconda metà del I secolo a.C., conservata presso l'omonima sala della Biblioteca Apostolica Vaticana, che rappresenta una scena di matrimonio, con la partecipazione di Imene e Venere.
A lungo ritenuta copia di un originale ellenistico del IV secolo a.C., è invece un prodotto originale della pittura romana di età augustea.

## Storia
Il dipinto fu trovato a Roma nel 1601 durante alcuni scavi effettuati a scopo antiquario presso la chiesa di San Giuliano, poco oltre la Porta Esquilina ("Arco di Gallieno"), quindi in un'area interna al perimetro dell'attuale piazza Vittorio Emanuele II, occupata in antico dagli Horti Maecenatis e dagli Horti Lamiani.
Acquistato immediatamente dai frati della chiesa dal cardinal Pietro Aldobrandini da cui assunse il nome, nel 1601 entrò a far parte della sua collezione di opere d'arte ospitata all'interno di villa Carpineto a Montemagnanapoli, più nota come Villa Aldobrandini nel rione Monti; dopo una breve permanenza (1814-1818) nella collezione privata dell'imprenditore Vincenzo Nelli, il dipinto fu ceduto per 10 000 scudi a papa Pio VII, che lo sistemò nella "Sala di Sansone" della Biblioteca Apostolica, ove si trova tuttora.
Nel corso del tempo l'opera ha subito tre importanti interventi di restauro: tra il 1605-1609 ad opera di Federico Zuccari, fra il 1814-1818 per mano di Domenico Del Frate ed infine nel 1962.

## Descrizione, interpretazione e stile

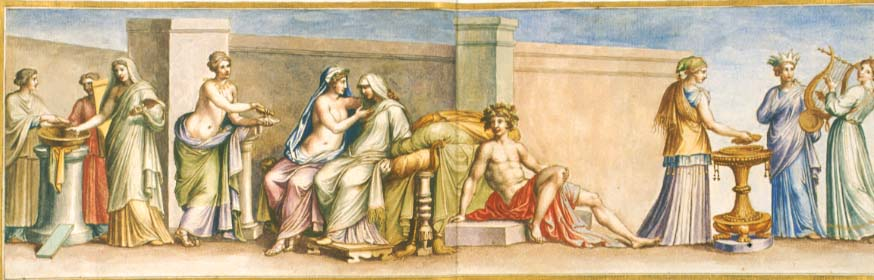
Acquerello di Pietro Santi Bartoli, 1674

Il dipinto, spezzato alle estremità, costituisce parte del fregio della decorazione parietale in terzo stile di una domus dell'Esquilino. Esso non occupava la posizione centrale della decorazione, ma doveva trovarsi nella parte alta della parete su cui era affrescato.
Vi compaiono dieci personaggi, disposti paratatticamente in tre settori sulla stessa linea, la cui azione si sviluppa sia in interno, sia in esterno. Nel settore di sinistra ed in quello centrale due muri contigui uniti da una risega all'estrema sinistra indicano chiaramente che i personaggi rappresentati si trovano all'interno di due distinti ambienti;diversamente nel settore di destra la presenza del cielo come sfondo fino al terreno qualifica una scena che si svolge all'esterno della stessa abitazione, la cui soglia è delineata in basso al centro, in prospettiva, all'inizio del muro che fa da sfondo alla zona centrale.
Nella scena di sinistra una matrona romana con mantello bianco, capo velato e flabellum, è forse intenta a testare la temperatura dell'acqua versata in un piccolo lavacro lustrale sostenuto da una colonnina, da cui pende un asciugamano ed in cui un'ancella sembra versare altra acqua; in secondo piano un ragazzo sostiene un oggetto allungato non ben definibile, forse uno sgabello. Ai piedi della colonnina è un oggetto realizzato con tavolette sovrapposte, probabilmente una cassetta.
Nella scena centrale, delimitata dal pilastro angolare fra i due muri e dalla soglia della casa, una donna a gambe incrociate (Carite o, più probabilmente, Peito, dea della persuasione), con sandali, si appoggia ad una colonnina, mentre è intenta a versare essenze da un alàbastron sopra una valva di conchiglia sostenuta con la mano sinistra; su di un letto ricoperto da un drappo siedono la sposa, capite velato e vestita con un mantello bianco e scarpe gialle, ed un'altra figura femminile (Venere), a torso nudo e con sandali, che abbraccia affettuosamente la prima e le avvicina la mano destra al volto con dolcezza. Ai piedi del letto un giovane seminudo (Imene, dio delle nozze), con mantello avvolto attorno alla vita e capo inghirlandato d'edera, giace sulla soglia di casa e osserva la scena di amorevole persuasione che si svolge alla sua destra.
Nella scena all'estrema destra, all'aperto, tre giovani donne sostano attorno ad un bruciaprofumi sostenuto da un tripode; la donna girata di tre quarti, con copricapo, è intenta a versare delle essenze da una patera, mentre quella al centro, con corona radiata di foglie (di palma?) si volge verso la suonatrice con lira a sette corde appesa al collo e plettro nella mano destra. Nel gruppo sono facilmente riconoscibili, anche per l'iconografia, tre Muse.
L'interpretazione classica dell'opera, che vi vede una scena delle nozze fra Peleo e Teti, genitori dell'eroe Achille, si deve al fondatore della storia dell'arte antica Johann Joachim Winckelmann; un'altra ipotesi, formulata nel XVIII secolo da Luigi Dutens, vi riconosce un momento delle nozze fra Alessandro Magno e Rossane. Queste interpretazioni sono rimaste indiscusse fino al 1994, quando Franz Müller ha proposto una scena dell'Ippolito di Euripide come traccia per la corretta lettura dell'affresco. In seguito sono stati proposti come attinenti al dipinto alcuni passaggi dell'Alcesti.

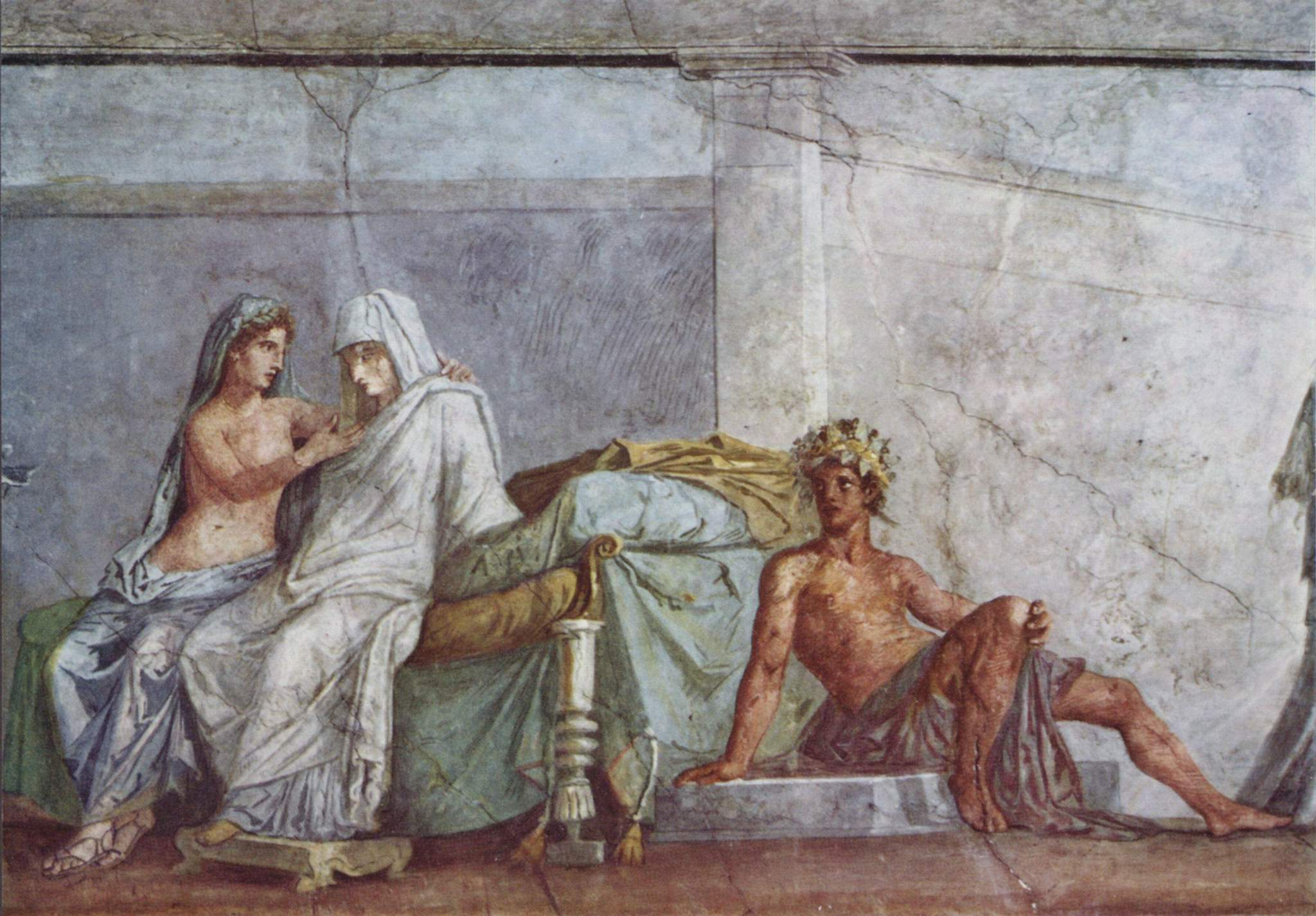
Particolare con Venere (a sinistra), la sposa ed Imene

Al di là delle interpretazioni mitologiche, storiche o letterarie dell'opera, è evidente come la scena centrale ne qualifichi in maniera insindacabile la sua attinenza al tema del matrimonio, incentrandosi su una situazione universale e metastorica: l'ansia vissuta dalla giovane sposa, confortata e sostenuta da Venere, nell'attesa di incontrare lo sposo e perdere la verginità. Le due scene laterali contribuiscono ad integrare quest'interpretazione più generalista dell'opera, di cui è ovviamente possibile solo una lettura parziale a causa della frammentarietà con cui ci è pervenuta; la scena di sinistra, con la matrona che controlla la temperatura dell'acqua nel bacino, allude probabilmente alla cerimonia dell'accoglimento della sposa in casa del marito (aqua et igni accipi) secondo il costume romano della deductio, mentre la scena di destra, oltre che interpretabile come un generico sacrificio di buon augurio, è un possibile riferimento, per la presenza del dio sdraiato e della lira, al canto nuziale (imeneo) che accompagnava la sposa nella sua nuova casa.
Il linguaggio formale e lo stile dell'opera consentono di attribuirla agli inizi dell'età augustea, inserendola nell'ambito della corrente neoattica, senza che vi sia necessariamente alla base della sua redazione un originale della pittura ellenistica di IV secolo a.C., da sempre ipotizzato e ricercato dagli studiosi.

## La fortuna delle "Nozze"
Fin dall'epoca della loro scoperta le "Nozze" ricevettero moltissima ammirazione da parte di artisti, letterati e collezionisti d'arte, godendo ben presto di una grande fama presso i contemporanei. Una testimonianza in tal senso esplicita è quella di Federico Zuccari, il pittore autore del loro primo restauro su commissione degli Aldobrandini:
(F. Zuccari, L'Idea de' Scultori, Pittori et Architetti)
Il collezionista Cassiano dal Pozzo, impressionato dall'iconografia e dai colori, non esitò, consapevole dell'importanza dell'opera, a farne incidere dal 1627 il disegno, che aveva commissionato al pittore ed architetto Pietro da Cortona, per divulgarne l'immagine e aprire un dibattito presso i maggiori artisti europei contemporanei (anche Rubens, informato da de Peiresc, viene coinvolto ed è molto colpito dal dipinto).
Nella seconda metà del XVII secolo l'interesse artistico per le "Nozze" è rilanciato dalla scoperta dei dipinti del sepolcro dei Nasoni sulla via Flaminia (1674) e dall'attenzione del cardinale Camillo Massimo, assiduo collezionista di antichità. Pietro Santi Bartoli ne trae una nuova riproduzione acquerellata in due tavole, sotto l'esortazione di Giovanni Pietro Bellori, tra il 1674 e il 1677, che sarà pubblicata nella seconda edizione di Admiranda romanorum antiquitatum ac veteris sculpturae vestigia.
L'acquerello di Bartoli diviene l'immagine principale di riferimento che addirittura si sostituirà all'originale nel tempo, mentre il commento di Bellori diviene l'interpretazione canonica adottata in manuali e dizionari d'arte. Le "Nozze", da oggetto di ricerca ed estatica ammirazione, sono ormai un monumento e tra il 1665 e il 1720 la loro fama attraversa l'intera Europa.
André Félibien tesse succintamente le lodi dell'opera nei suoi Entretiens sur les vies et sur les ouvrages des plus excellents peintres anciens et modernes (1666-1688), Joachim von Sandrart copia le tavole acquerellate di Bartoli nell'edizione latina del suo Teutsche Akademie der edlen Bau-, Bild- und Malereikünste (1683), in Inghilterra lo scultore John Michael Rysbrack (1694-1770) la riporta in un rilievo del 1723 ed il teologo-educatore George Turnbull la fa incidere nel suo A Treatise on Ancient Painting del 1740. Philippe Caylus ne inserisce una riproduzione in Recueil d'antiquités égyptiennes, étrusques, grecques et romaines (1752-1757), l'ambasciatore francese de Choiseul la fa primeggiare nella immaginaria Galleria di vedute di Roma antica, da lui commissionata a Giovanni Paolo Pannini, mentre l'astronomo Jérôme Lalande la paragona agli affreschi del Domenichino in Voyage d'un Français en Italie (1765-1766).
Nel periodo neoclassico si rinnova un interesse specifico per l'opera, favorito dalle notevoli scoperte di affreschi a Pompei ed Ercolano, e dalla necessità di affermare il valore dell'arte romana. Johann Joachim Winckelmann, secondo la sua teoria, cerca di nobilitare il suo soggetto leggendovi le nozze di Peleo e Teti; con differenti sfumature i pittori neoclassici da Kunst a Jacques-Louis David o a Vincenzo Camuccini ne fecero una fonte di ispirazione nel momento in cui le riproduzioni colorate “all'antica” proliferavano.
Uno dei tratti più interessanti della storia dell'opera è la sua ricezione presso i pittori, favorita da circostanze favorevoli, oltre che dal carattere eccezionale del ritrovamento. Questo rito nuziale è, infatti, messo in relazione con le nozze di Alessandro Magno e Rossane, un soggetto che aveva ispirato numerosi artisti nel XVI secolo. Inoltre il trattamento del tema del matrimonio in modo casto si accorda perfettamente al clima religioso di Roma attorno al Seicento.
Dopo qualche mese dalla vendita agli Aldobrandini Federico Zuccari ricorda l'affresco nel suo trattato L'Idea de' Scultori, Pittori et Architetti (1607) e Peter Paul Rubens può descriverlo a memoria (persino il colore) all'amico de Peiresc quasi trent'anni più tardi. Rubens s'interessa particolarmente all'iconografia, mentre Domenico Fetti e Antoon van Dyck sono maggiormente impressionati dai colori cangianti o dall'elegante disposizione paratattica dei personaggi. Nicolas Poussin, colpito dalla grazia delle forme e dalla calma disposizione ternaria delle figure, giungerà a possederne una copia dipinta.
Nel 1818 giunge la consacrazione suprema delle "Nozze": l'opera viene acquistata da papa Pio VII per i Musei Vaticani, dopo una breve permanenza (1814-1818) presso la collezione privata del marchese Vincenzo Nelli ed un primo intervento di restauro da parte di Domenico Del Frate.
Nel 2009 l'affresco viene esposto al grande pubblico in occasione della mostra "Roma. La Pittura di un Impero" a cura di Eugenio La Rocca, Serena Ensoli, Stefano Tortorella e Massimiliano Papini, organizzata presso le Scuderie del Quirinale sotto l'Alto Patronato della Presidenza della Repubblica Italiana.